# Cayratia

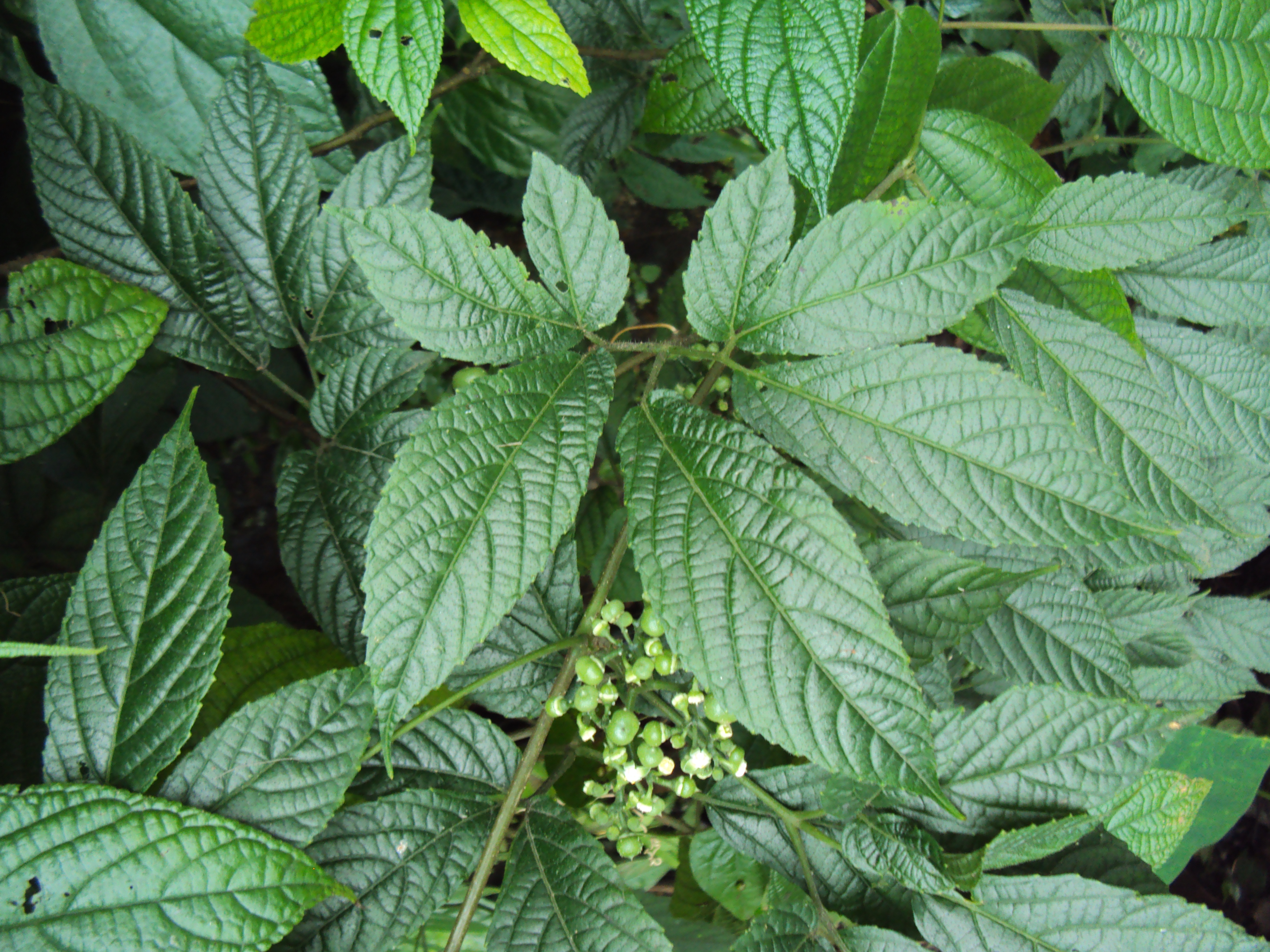
Cayratia mollissima

Cayratia Juss. – rodzaj roślin należący do rodziny winoroślowatych (Vitaceae Juss.). Obejmuje co najmniej 67 gatunków występujących naturalnie na całym świecie w strefach tropikalnych i subtropikalnych.

## Systematyka
Pozycja według Angiosperm Phylogeny Website (2001...)
Rodzaj należy do rodziny winoroślowatych (Vitaceae Juss.), która jest jedyną rodziną w obrębie monotypowego rzędu winoroślowców (Vitales Reveal).
Pozycja w systemie Reveala (1994-1999)
Gromada okrytonasienne (Magnoliophyta Cronquist), podgromada Magnoliophytina Frohne & U. Jensen ex Reveal, klasa Rosopsida Batsch, podklasa różowe (Rosidae Takht.), nadrząd Vitanae Takht. ex Reveal, rząd winoroślowce (Vitales Reveal), rodzina winoroślowate Vitaceae Juss.
Wykaz gatunków
| - Cayratia acris (F.Muell.) Domin - Cayratia acuminata (A.Gray) A.C.Sm. - Cayratia albifolia C.L.Li - Cayratia anemonifolia (Zipp. ex Miq.) Suess. - Cayratia apoensis (Elmer) Quisumb. - Cayratia calcicola Domin - Cayratia cambodiana Gagnep. - Cayratia cannabina Gagnep. - Cayratia cardiophylla Jackes - Cayratia cardiospermoidea (Planch.) Gagnep. - Cayratia ceratophora Gagnep. - Cayratia ciliifera (Merr.) Chun - Cayratia clematidea (F.Muell.) Domin - Cayratia cordifolia C.Y.Wu ex C.L.Li - Cayratia corniculata (Benth.) Gagnep. - Cayratia cumingiana (Turcz.) Galet - Cayratia cuneata Domin - Cayratia daliensis C.L.Li - Cayratia debilis (Baker) Suess. - Cayratia delicatula (Willems) Desc. - Cayratia dichromocarpa (H.Lév.) Rehder - Cayratia eurynema B.L.Burtt - Cayratia fugongensis C.L.Li - Cayratia geniculata (Blume) Gagnep. - Cayratia gracilis (Guill. & Perr.) Suess. - Cayratia hayatae Gagnep. - Cayratia ibuensis (Hook.f.) Suess. - Cayratia imerinensis (Baker) Desc. - Cayratia irosinensis (Elmer) Galet - Cayratia japonica (Thunb.) Gagnep. - Cayratia kiujiangensis C.Y.Wu - Cayratia lanceolata (C.L.Li) J.Wen & Z.D.Chen - Cayratia lineata (Warb.) Merr. & L.M.Perry - Cayratia longiflora Desc. | - Cayratia longzhouensis W.T.Wang - Cayratia maritima Jackes - Cayratia medoensis C.L.Li - Cayratia megacarpa (Lauterb.) Merr. & L.M.Perry - Cayratia melananthera Gagnep. - Cayratia menglaensis C.L.Li - Cayratia mollissima (Planch.) Gagnep. - Cayratia nervosa (Planch.) Suess. - Cayratia neurosa (Kurz) H.N.Naithani - Cayratia novemfolia (Wall. ex M.A.Lawsen) Burkill ex Suess. - Cayratia oligocarpa (H.Lév. & Vaniot) Gagnep. - Cayratia palauana (Hosok.) Suess. - Cayratia palmata Gagnep. - Cayratia pedata (Lam.) Gagnep. - Cayratia pellita Gagnep. - Cayratia polydactyla (Miq.) Galet - Cayratia pterita (Merr.) Quisumb. - Cayratia reticulata (M.A.Lawson) Mabb. - Cayratia ridleyi Suess. - Cayratia roxburghii (Planch.) Gagnep. - Cayratia ruspolii (Gilg) Suess. - Cayratia saponaria (Benth.) Domin - Cayratia schumanniana (Gilg) Suess. - Cayratia seemanniana A.C.Sm. - Cayratia setulosa (Diels & Gilg) Suess. - Cayratia simplicifolia (Merr.) Quisumb. - Cayratia sonneratii Gagnep. - Cayratia tenuifolia (Wight & Arn.) Gagnep. - Cayratia thalictrifolia (Planch.) Suess. - Cayratia thomsonii (M.A.Lawson) E.Reid & M.Chandler - Cayratia trifolia (L.) Domin - Cayratia triternata (Baker) Desc. - Cayratia wrayi (King) Gagnep. |